# Marina Silva
Maria Osmarina Marina Silva Vaz de Lima (Rio Branco, 8 febbraio 1958) è una politica, ambientalista e pedagogista brasiliana, ministro dell'ambiente dal 2003 al 2008 e nuovamente a partire dal 2023 sotto il presidente Luiz Inácio Lula da Silva.

## Biografia
Marina Silva è nata in una "colocação" (case di legno di Hevea brasiliensis, generalmente costruite su palafitte) di nome Breu Velho, nel Seringal (piantagione di alberi di caucciù) Bagaçoa, a 70 km dal centro di Rio Branco, capitale dello Stato di Acre. I suoi genitori, Pedro Augusto e Maria Augusta da Silva, ebbero undici figli, dei quali solo otto sopravvissero.
A quindici anni fu portata nella capitale con un'epatite, scambiata per malaria. Ancora analfabeta, Marina fu iscritta al Mobral, progetto di alfabetizzazione del regime militare brasiliano. Il suo primo lavoro fu quello di donna di servizio.
Marina Silva è attualmente sposata con il tecnico agricolo Fábio Vaz de Lima e ha quattro figli. Nonostante abbia ricevuto un'educazione cattolica, oggi si dichiara protestante.

### Carriera politica
Nel 1981 si iscrisse all'Università Federale dell'Acre, dove si laureò in Storia.
Fu insegnante di scuola media e si impegnò nel movimento sindacale. Fu compagna di lotta di Chico Mendes e con lui fondò la Central Única dos Trabalhadores (CUT) dell'Acre nel 1985, della quale fu vice-coordinatrice fino al 1986. Nello stesso anno, entrò nel Partido dos Trabalhadores (PT) e si candidò alla carica di deputato federale, non venendo però eletta.
Nel 1988, fu la consigliera più votata nel consiglio comunale di Rio Branco, conquistando l'unico seggio della sinistra in consiglio. Come consigliera fu al centro di polemiche per essersi battuta contro i privilegi dei consiglieri comunali; per questo motivo si guadagnò, allo stesso tempo, molti avversari politici e molto consenso tra la popolazione.
Ricoprì la carica di consigliera fino al 1990. In quello stesso anno si candidò alla carica di deputato nell'assemblea legislativa dello Stato di Acre e ottenne nuovamente il miglior risultato.
Nel 1994 fu eletta senatore della Repubblica brasiliana per lo Stato di Acre. Fu segretaria nazionale dell'Ambiente del Partito dos Trabalhadores dal 1995 al 1997. Si può dire che Silva diventò una delle principali voci dell'Amazzonia.

### Ministro dell'Ambiente

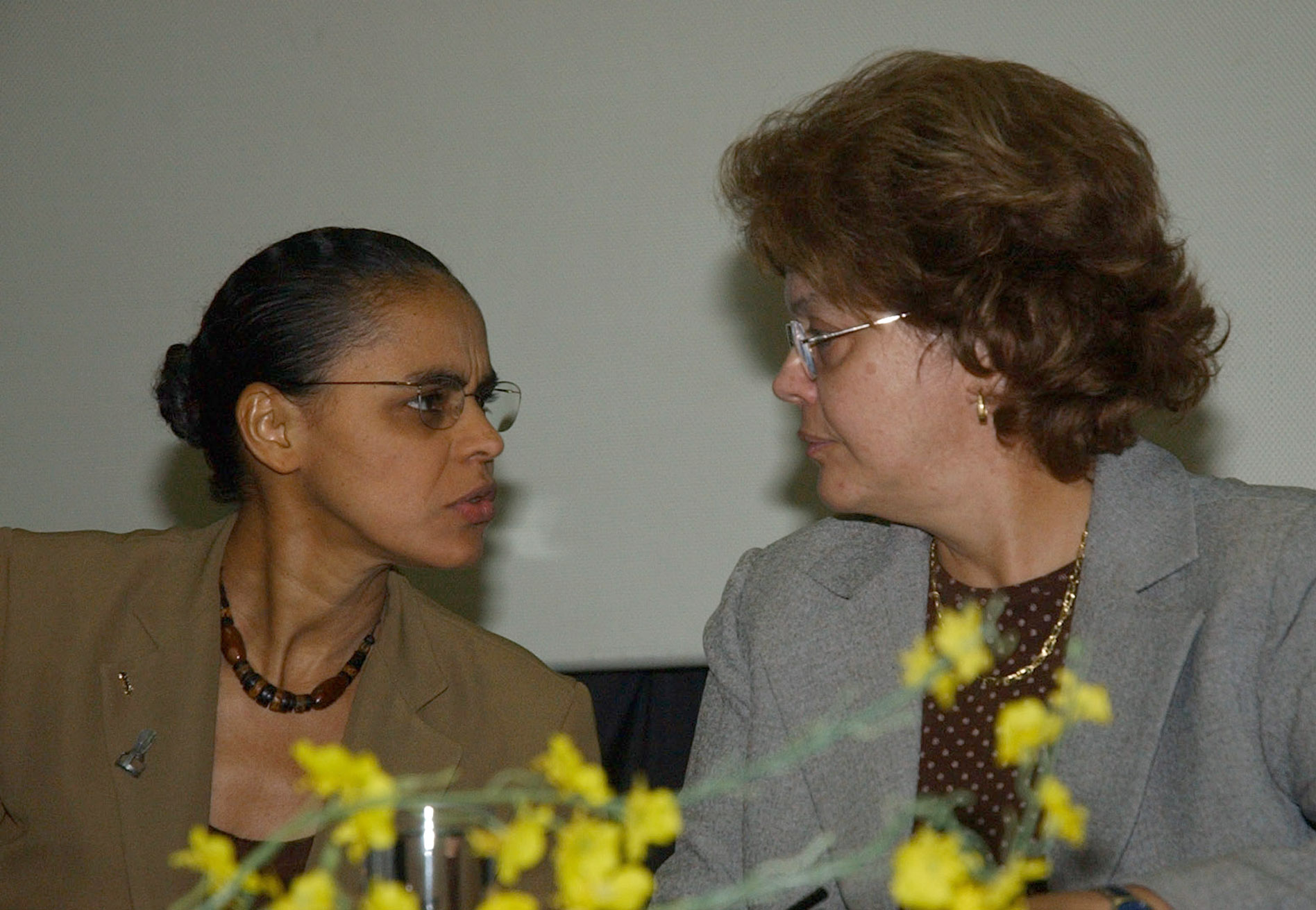
Silva e Rousseff ebbero vari dissensi, sin da quando Dilma era ministra delle miniere e dell'energia.

Nel 2003, con l'elezione di Luiz Inácio Lula da Silva alla presidenza della repubblica del Brasile, fu nominata Ministro dell'Ambiente. Da allora fu costantemente al centro di vari scontri con altri membri del governo, quando gli interessi economici si contrapponevano alla difesa dell'ambiente.
Marina Silva affermò che dalla rielezione del presidente Lula, alla fine del 2006, alcuni progetti importanti della sua gestione ministeriale, come la creazione di aree protette in Amazzonia, erano stati di fatto bloccati. Durante il primo governo Lula (2003-2006), erano stati protetti 24 milioni di ettari di verde, contro appena 300.000 ettari nel 2007.
La deforestazione in Brasile è diminuita drasticamente durante i suoi anni di governo.
Negli ultimi anni di governo aumentarono le divergenze su problemi ambientali con la collega di governo Dilma Rousseff.
Marina Silva denunciò inoltre pressioni da parte di Blairo Maggi e di Ivo Cassol, rispettivamente governatori di Mato Grosso e di Rondônia, per rivedere le misure cautelative contro i disboscamenti nell'Amazzonia.
Il 13 maggio del 2008, cinque giorni dopo il lancio del progetto "Plano Amazônia Sustentável" (PAS), la cui amministrazione fu attribuita a Roberto Mangabeira Unger, Marina Silva rassegnò le sue dimissioni dal governo al Presidente della Repubblica, per il mancato sostegno alla sua politica ambientale e tornò al suo mandato di senatore.

### Candidata alla presidenza della repubblica

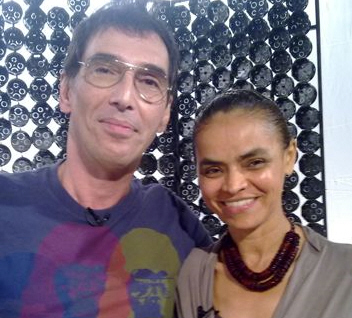
Marina Silva con il cantante e presentatore Lobão

Nel 2007 un movimento apartitico di cittadini, denominato "Movimento Marina Silva Presidente", iniziò a sostenere pubblicamente la possibilità di una candidatura di Marina Silva alla presidenza della repubblica. Tale movimento ebbe ripercussioni a livello internazionale: il Partito Verde Europeo insistette affinché il Partito Verde Brasiliano invitasse la Silva ad entrare nel partito.

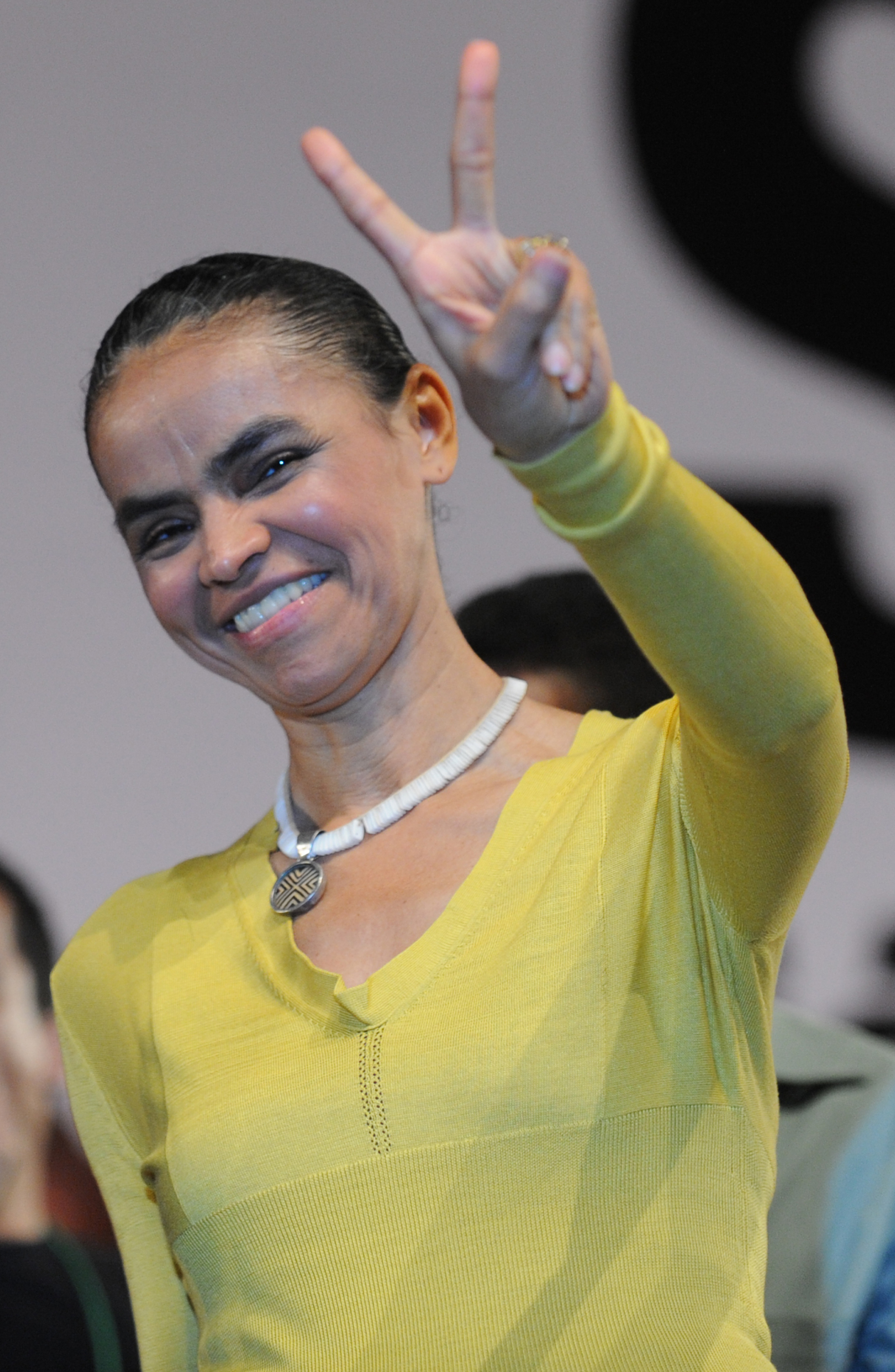
Marina Silva

Dall'agosto 2009 Marina Silva fu invitata a candidarsi per la carica di Presidente della repubblica del Brasile per il Partito Verde Brasiliano, in vista delle presidenziali del 2010.
Il 19 agosto 2009, Marina Silva annunciò la sua uscita dal Partido dos Trabalhadores (PT). Marina dichiarò che la decisione era stata sofferta e la paragonò all'abbandono della casa dei genitori 35 anni prima.
L'11 giugno del 2010, annunciò ufficialmente la sua candidatura alla presidenza della repubblica, durante una convention del Partito Verde, affermando di pretendere di essere la prima donna, nera e di umili origini a governare il Brasile.
Dopo aver messo al centro della sua campagna elettorale la tutela dell'ambiente, la lotta contro la povertà e per l'istruzione, alle elezioni presidenziali del 3 ottobre 2010, Marina Silva, data da tutti i sondaggi intorno al 10%, ha ottenuto il 19,3% dei voti.

### L'uscita dai verdi e due nuove avventure presidenziali
Nel luglio del 2011 Marina Silva è uscita dal Partito Verde annunciando un nuovo progetto politico, "mantenere la coerenza e andare avanti". Il 16 febbraio 2013 ha lanciato un nuovo partito, Rede Sustentabilidade, che però non ha raccolto un numero sufficiente di firme per concorrere alle elezioni.

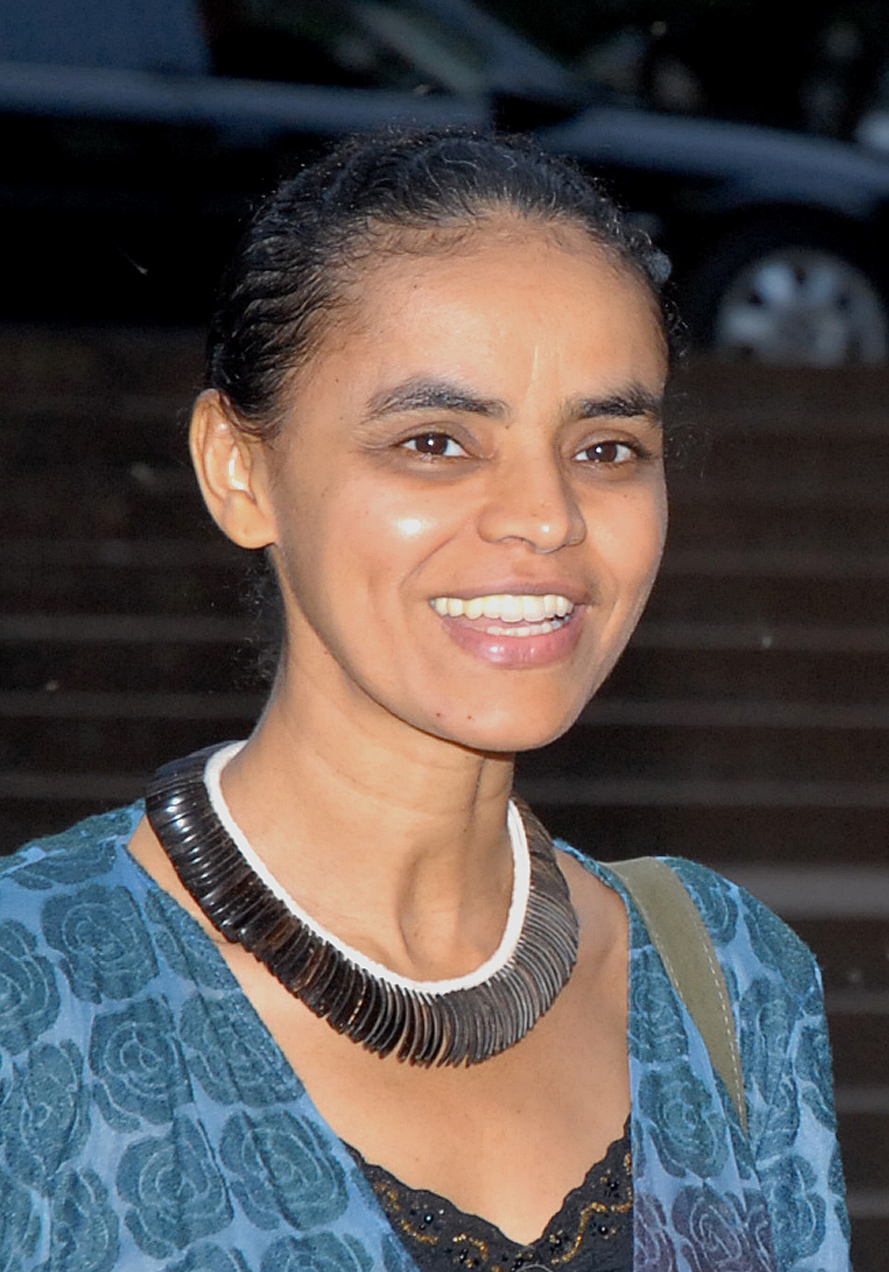
Marina Silva nel 2006

Nell'aprile 2014 Marina Silva è stata invitata a candidarsi per la carica di vice Presidente della Repubblica del Brasile per il Partito Socialista Brasiliano (PSB), in vista delle presidenziali del 2014. Dopo la morte in un incidente aereo del candidato presidente del PSB Eduardo Campos, Marina Silva è stata indicata dai socialisti come propria candidata.
La sua entrata in scena è stata in un primo momento accolta favorevolmente dall'opinione pubblica brasiliana, i sondaggi registravano un ampio gradimento per la candidata socialista e la davano favorita in un ipotetico ballottaggio con Dilma Rousseff. Nel corso delle settimane seguenti i consensi diminuirono sempre più. Al primo turno delle elezioni presidenziali Marina Silva si fermò al 21,32 arrivando terza, dopo Dilma Rousseff e Aécio Neves.
Al termine del confronto elettorale, dopo il ballottaggio, Dilma Roussef è risultata vincitrice.
L'alleanza politica tra Aécio Neves e Marina Silva non ha avuto prosieguo.
La Silva si è poi candidata anche alle successive presidenziali del 2018. Inizialmente accreditata come terza nei sondaggi, è via via calata col passare dei mesi. Alla fine il risultato finale fu molto scarso, dato che arrivò a toccare solo l'1% dei voti. In questa tornata fu appoggiata dal Partito Verde e da un nuovo movimento politico, Rede.

### Ministra dell'ambiente e del cambiamento climatico (2022-)
Il 29 dicembre 2022, in seguito alla vittoria alle elezioni presidenziali del 2022 di Luiz Inácio Lula da Silva, è nuovamente nominata dal Presidente eletto “Ministra dell’Ambiente” del Brasile, dopo esserlo già stata nella sua prima amministrazione. È entrata in carica il 1º gennaio 2023.